# 佐々木雅士
佐々木 雅士（ささき まさと、2002年5月1日 - ）は、千葉県松戸市出身のプロサッカー選手。Jリーグ・いわきFC所属。ポジションはゴールキーパー（GK）。

## 来歴

### クラブ
柏レイソルのアカデミー出身。柏レイソルU-18所属時の2019年8月、トップチームに2種登録された。2020年12月、翌シーズンからのトップチームへの昇格が発表された。
2021年にトップチームへの昇格を果たす。3月27日、ルヴァンカップ第2節浦和レッズ戦で先発に抜擢され、プロデビューを果たした。以降も、滝本晴彦や松本健太といったGKを抑えてカップ戦をメインに出場し、代表ウィーク明けの6月19日に行われたJ1リーグ第18節サンフレッチェ広島戦では先発に抜擢され、Jリーグデビューを果たした。しかし韓国代表キム・スンギュの壁は高く、ポジション奪取には至らなかった。
2022年も第2GKとしてシーズンをスタートしたが、7月にキム・スンギュがアル・シャバブへ移籍したことにより、レギュラーに定着した。
2023シーズン開幕後もレギュラーとしてプレーしていたが、相次ぐミスから第4節以降は守田達弥、松本健太にポジションを奪われ、シーズン通しての出場は3試合にとどまった。
2024シーズンは、シーズン途中に松本が脳震盪で離脱したため、リーグ戦4試合に出場したがアピールには至らず、レギュラー定着とはならなかった。
2025シーズン、ファジアーノ岡山に育成型期限付き移籍した。
2025年6月に、ファジアーノ岡山との育成型期限付き移籍契約を解除し、いわきFCに育成型期限付き移籍した。。

### 代表
2017年から各年代別の日本代表に選出され、AFC U-16選手権2018 (予選)、AFC U-16選手権2018に出場。2019年、2019 FIFA U-17ワールドカップに出場するU-17日本代表のメンバーに入った。
2024年、2024年パリオリンピックに出場するU-23日本代表のバックアップメンバーに入った。

## 所属クラブ
- 常盤平少年SC（松戸市立牧野原小学校）
- 柏レイソルU-12（松戸市立牧野原小学校）
- 2015年 - 2017年 柏レイソルU-15（松戸市立牧野原中学校）
- 2018年 - 2020年 柏レイソルU-18（日本体育大学柏高等学校）
  - 2019年8月 - 2020年  柏レイソル（2種登録選手）
- 2021年 -  柏レイソル
  - 2025年1月 - 2025年6月 ファジアーノ岡山（育成型期限付き移籍）
  - 2025年6月 -  いわきFC（育成型期限付き移籍）

## 個人成績
| 国内大会個人成績 | 国内大会個人成績 | 国内大会個人成績 | 国内大会個人成績 | 国内大会個人成績 | 国内大会個人成績 | 国内大会個人成績 | 国内大会個人成績 | 国内大会個人成績 | 国内大会個人成績 | 国内大会個人成績 | 国内大会個人成績 |
| 年度             | クラブ           | 背番号           | リーグ           | リーグ戦         | リーグ戦         | リーグ杯         | リーグ杯         | オープン杯       | オープン杯       | 期間通算         | 期間通算         |
| 年度             | クラブ           | 背番号           | リーグ           | 出場             | 得点             | 出場             | 得点             | 出場             | 得点             | 出場             | 得点             |
| 日本             | 日本             | 日本             | 日本             | リーグ戦         | リーグ戦         | リーグ杯         | リーグ杯         | 天皇杯           | 天皇杯           | 期間通算         | 期間通算         |
| ---------------- | ---------------- | ---------------- | ---------------- | ---------------- | ---------------- | ---------------- | ---------------- | ---------------- | ---------------- | ---------------- | ---------------- |
| 2021             | 柏               | 21               | J1               | 3                | 0                | 5                | 0                | 1                | 0                | 9                | 0                |
| 2022             | 柏               | 21               | J1               | 20               | 0                | 5                | 0                | 1                | 0                | 26               | 0                |
| 2023             | 柏               | 21               | J1               | 3                | 0                | 3                | 0                | 0                | 0                | 6                | 0                |
| 2024             | 柏               | 21               | J1               | 4                | 0                | 2                | 0                | 1                | 0                | 7                | 0                |
| 2025             | 岡山             | 1                | J1               | 0                | 0                | 1                | 0                | -                | -                | 1                | 0                |
| 2025             | いわき           | 23               | J2               |                  |                  |                  |                  |                  |                  |                  |                  |
| 通算             | 日本             | 日本             | J1               | 30               | 0                | 15               | 0                | 3                | 0                | 48               | 0                |
| 通算             | 日本             | 日本             | J2               | 0                | 0                | 0                | 0                | 0                | 0                | 0                | 0                |
| 総通算           | 総通算           | 総通算           | 総通算           | 30               | 0                | 15               | 0                | 3                | 0                | 48               | 0                |

- 2019年、2020年は2種登録選手（背番号41、出場無し）。

## 代表歴
- U-15日本代表
  - 2017年 AFC U-16選手権2018・予選（グループ1位）
- U-16日本代表
  - 2018年 AFC U-16選手権（優勝）
- U-17日本代表
  - 2019年 FIFA U-17ワールドカップ（ベスト16）
- U-21日本代表
  - 2022年 ドバイカップU-23
  - 2022年 AFC U23アジアカップ
  - 2022年 欧州遠征
- U-22日本代表
  - 2021年 AFC U-23アジアカップ2022・予選
  - 2023年 欧州遠征
- U-23日本代表
  - 2024年 - 2024年パリオリンピック（※バックアップメンバー）

## タイトル

### 代表
U-16日本代表
- AFC U-16選手権：1回（2018年）

U-21日本代表
- ドバイカップU-23 (2022年)